# Holcichneumon testaceus
Holcichneumon testaceus är en stekelart som beskrevs av Cameron 1911. Holcichneumon testaceus ingår i släktet Holcichneumon och familjen brokparasitsteklar. Inga underarter finns listade i Catalogue of Life.